# Rhammatocerus schistocercoides
Rhammatocerus schistocercoides är en insektsart som först beskrevs av Rehn, J.A.G. 1906.  Rhammatocerus schistocercoides ingår i släktet Rhammatocerus och familjen gräshoppor. Inga underarter finns listade i Catalogue of Life.